# Granada (província)
Granada é uma província no Sul da Espanha, na parte oriental da comunidade autónoma da Andaluzia. A sua capital é a cidade de Granada.
Da sua população total de 854 419 habitantes (2005), cerca de 30% vive na capital, Granada. A sua densidade populacional é de 68,18 hab/km² e encontra-se dividida em 170 municípios.
Os seus principais núcleos populacionais são Granada e a sua área metropolitana (55%), a costa (10,5%), e as localidades de Guadix, Baza e Loja.
É nesta província que se situa a montanha mais alta da Península Ibérica, de altitude 3.482 metros. Compartilha o Parque Nacional de Sierra Nevada com a província de Almería.

## Comarcas
- Comarca de Huéscar
- Comarca de Baza
- Comarca de Guadix
- Los Montes
- Vega de Granada
- Comarca de Loja
- Comarca de Alhama
- Valle de Lecrín
- Alpujarra Granadina
- Costa Granadina